# Défis mécaniques
Défis mécaniques est une émission de télévision américaine, produite par BBC Worldwide, elle est diffusée sur BBC America depuis le 26 janvier 2015, présenté par Tom Ford et Jonny Smith, deux équipes de deux passionnés de voitures ont une journée pour effectuer des cascades de voiture en Californie,.

## Production
BBC America et BBC Worldwide a annoncé qu'il avait donné le feu vert pour la série le 27 février 2014, qui diffusera sur ses chaînes à travers le monde. C'est la première production pour la chaîne BBC Brit. La série a été créée par Perry Simon et Tracy Forsyth. Les producteurs exécutifs sont Nathaniel Grouille, Trice Barto, Michael Brooks et Jane Tranter. Le tournage de l'émission a commencé en mars 2014,.

## Diffusion
Défis mécaniques est diffusée en Australie, sur BBC Knowledge à partir du 2 février 2015. Aux États-Unis, la série est diffusée sur BBC America depuis le 26 janvier 2015. En France la série est diffusée sur Numéro 23 à partir du 1er mai 2015.

## Émissions

### Saison 1 (2015)
| Numéros des épisodes | Titre original | Titre français                  | Date de diffusion aux États-Unis |
| -------------------- | -------------- | ------------------------------- | -------------------------------- |
| 01                   | Cops           | Cascades et gyrophares          | 26 janvier 2015                  |
| 02                   | Demolition     | Véhicules de démolition ultimes | 2 février 2015                   |
| 03                   | Delivery       | Livraisons express              | 9 février 2015                   |
| 04                   | Truck O' War   | Camions de guerre               | 16 février 2015                  |
| 05                   | Car-Lympics    | Les Olympio-Tomobiles           | 23 février 2015                  |
| 06                   | Off-Road       | Tout-terrain ultime             | 2 mars 2015                      |
| 07                   | Spy            | Bons baisers de Wookie          | 9 mars 2015                      |
| 08                   | Carmageddon    | Véhicules de survie             | 16 mars 2015                     |
| 09                   | Carcade        | Jeux de voitures                | 9 mars 2015                      |